# Mulan
Série Classiques d'animation Disney
Hercule
(1997) Tarzan
(1999)
Série Mulan
Mulan 2
(2004)
Pour plus de détails, voir Fiche technique et Distribution.
Mulan est le 54e long métrage d'animation et le 36e « Classique d'animation » des studios Disney. Sorti en 1998 et réalisé par Barry Cook (en) et Tony Bancroft, il s'inspire de la légende de Hua Mulan.
Le film est classé en 5e position du palmarès en France en 1998. Une suite, sortie directement en vidéo, a été donnée au film en 2004 : Mulan 2 : La Mission de l'Empereur. Une adaptation en prises de vues réelles est sortie en 2020.

## Synopsis
Dans les paysages montagneux de Chine, surplombés par la Grande Muraille, les Huns, menés par leur chef Shan-Yu, envahissent en pleine nuit le pays. L’empereur prévenu, décrète la mobilisation d’un homme par famille. Fa Mulan, fille unique, part en ville se préparer avec sa mère et sa grand-mère pour rencontrer la marieuse et faire ainsi honneur à sa famille. Elle arrive en retard les cheveux couverts de paille au grand mécontentement de sa mère. Mulan est immédiatement déshabillée et plongée dans une baignoire, puis elle se fait rapidement vêtir en mariée. Sa grand-mère lui donne pour l’occasion Cri-Kee, un criquet porte-bonheur. Cependant, après avoir commis maladresse sur maladresse, Mulan est honnie par la marieuse. De retour chez elle, seule, elle retire son maquillage et s’interroge sur la place qu’elle doit tenir.
Son père Fa Zhou la console en faisant allusion à la fleur de magnolia qui fleurit en retard — car Mulan (wikt:木兰) mais ils sont interrompus par le roulement d'un tambour annonçant la conscription des hommes. Mulan s’oppose au départ de son père à la guerre, invoquant sa maladie et sa vieillesse ; celui-ci invoque la place qu'il doit tenir, et lui rappelle qu'elle doit trouver la sienne. Dans la nuit orageuse qui suit, elle se coupe les cheveux avec une épée et prend l’armure de son père puis part en direction du camp militaire où celui-ci devait être affecté. Sa famille, qui s'est rendu compte de son absence, renonce à la rattraper, sachant qu'elle serait exécutée si la supercherie était découverte. Les ancêtres de la famille Fa sortent alors de leur sommeil et confient à Mushu, un ancien gardien de la famille aujourd’hui dégradé, le soin de réveiller le grand dragon de pierre destiné à ramener Mulan pour éviter le déshonneur de la famille. Mushu le pulvérise par inadvertance, et fait croire aux ancêtres que le dragon est bien parti chercher Mulan ; lui et Cri-Kee décident alors de partir la protéger par eux-mêmes. C'est également, ici, l'occasion pour Mushu de prouver sa valeur et de retrouver son piédestal auprès des ancêtres.
Arrivée au camp avec Mushu, Mulan sème le désordre et ne comprend pas les agissements typiquement masculins notamment ceux de Yao, Ling et Chien-Po. Pendant ce temps-là, le général Li, son fils Li Shang et le conseiller impérial Chi Fu débattent de la stratégie militaire à adopter contre les Huns. Ils décident que le général Li partira en premier afin de défendre un village et que Shang le rejoindra plus tard à ce même village pour ensuite terminer sur un col. Le général Li promeut Shang capitaine impérial, malgré l'opposition de Chi Fu, lui confie la formation des nouvelles recrues et repart rejoindre ses troupes. Shang, constatant le désordre créé par l'arrivée de Mulan, demande le nom du fauteur de trouble et tous les hommes du campement la désignent ; elle se présente sous le nom de Fa Ping. Le lendemain, Shang lance une flèche au haut d’un mât et donne pour but de la décrocher, en portant deux poids symbolisant la discipline et la force ; aucun des hommes n'y parvient. Il commence aussi à leur enseigner le combat et le tir à l'arc. Mulan, sur le point d'être chassée car trop frêle, réussit finalement à escalader le mât. À la suite de cela, les autres troupe finissent par s’améliorer aux grands satisfactions de Shang mais Chi Fu n’est pas de cet avis et décide de rédiger un message au général pour le dissuader de les recruter ; Mushu et Cri-Kee décident alors de rédiger un faux message du général pour autoriser à envoyer les troupes.
Les troupes fin prêtes s'en vont vers le front ; pendant les laborieuses heures de marche, pour retrouver de la joie, les soldats chantent et pensent à une fille à aimer, ce qui met Mulan quelque peu mal à l'aise. Mais cette joie est vite interrompue lorsqu'ils découvrent le village dévasté par l'armée des Huns. Le casque du général Li est retrouvé sur place, et Shang comprend que son père est mort. Shang enfonce son épée dans la terre, la surmonte du casque et se recueille un instant avec Mulan, qui comprend sa douleur. Shang décide ensuite de suivre les ordres malgré ce revers, et de rejoindre la capitale par le chemin le plus court, le col. Alors qu'ils avancent vers leur but, Mushu déclenche une des fusées par inadvertance, avertissant ainsi les Huns de leur présence. S'ensuit immédiatement une pluie de flèches contrée par les tirs de canon. Après une courte accalmie, au-delà des nuages de fumée apparaît Shan-Yu ainsi qu’une nuée de cavaliers huns chargeant derrière lui. Yao, sur l'ordre de Shang, se prépare à tirer sur Shan-Yu mais Mulan s'élance et prend le canon puis tire sur un pan de la montagne, provoquant une avalanche emportant tout le monde. Dans la coulée, Mushu sauve Cri-Kee et Mulan sauve Shang, puis eux-mêmes sont sauvés par la flèche attachée à une corde lancée par Yao.
Mulan a été blessée par Shan-Yu au moment de l'attaque, elle se fait donc soigner, mais le médecin découvre qu'elle est une femme et la dénonce à Shang. La punition prévue pour Mulan est la mort mais Shang décide de l'épargner en raison du principe d’une vie pour une vie, et ce malgré les contestations de Chi Fu. Plus tard, Shan-Yu et quelques-uns de ses hommes s'extirpent de la neige. De retour à la capitale, la victoire est célébrée par la population dans l'artère principale qui conduit au palais impérial. Mulan essaie en vain de prévenir Shang que les Huns ont infiltré le palais : celui-ci ne la croit pas. Alors que Shang arrive devant l'empereur, les hommes de Shan-Yu enlèvent ce dernier et s'enferment dans le palais. Yao, Ling et Chien-Po se travestissent en femmes, et accompagnent Mulan et Shang à l'assaut des murs du palais. Ils se débarrassent des quelques Huns de garde, tandis que Mushu déplume le faucon de Shan-Yu, pour éviter qu'il ne donne l'alerte. Shang sauve l'empereur, et commence un combat contre Shan Yu tandis que ses hommes exfiltrent le souverain. Mais il est moins fort que Shan-Yu, et après avoir été vaincu, est secouru par Mulan, qui attire Shan-Yu sur les toits du palais. Mushu envoie une fusée de feu d'artifice qui explose contre Shan-Yu. L’empereur, pour la remercier, s’abaisse devant Mulan, imité par tout le peuple. Il lui propose de devenir sa conseillère à la place de Chi Fu, mais Mulan souhaite retrouver sa famille. Le souverain lui remet l'épée de Shan-Yu ainsi qu’un médaillon prouvant sa gratitude, et conseille ensuite à Shang de ne pas hésiter à s'intéresser à elle. Après les retrouvailles avec son père, Mulan voit arriver Shang, venu lui déclarer sa flamme. Après avoir prouvé sa valeur, grâce à son aventure avec Mulan, Mushu redevient l'un des gardiens de la famille Fa.

## Fiche technique
Sauf mention contraire, cette fiche technique est établie à partir d'IMDb.
- Titre original : Mulan
- Réalisation : Barry Cook (en) et Tony Bancroft
- Scénario : Rita Hsiao, Chris Sanders, Philip LaZebnik, Raymond Singer et Eugenia Bostwick-Singer, assistés de Dean DeBlois, Barry Johnson, John Sanford, Chris Williams, Tim Hodge, Julius Aguimatang, Burny Mattinson, Lorna Cook, Barry Johnson, Thom Enriquez, Ed Gombert, Joe Grant et Floyd Norman, David Reynolds (additionnel), d'après une histoire de Robert San Souci
- Conception graphique :
  - Direction artistique : Ric Sluiter
  - Production designer : Hans Bacher
  - Conception des personnages : Chen-Yi Chang (supervision)
  - Coordinateur artistique : Jeff Dutton
  - Cadrage (Layout) : Robert Walker (supervision)
  - Décors : Robert Stanton (supervision)
  - Mise au propre (Clean-up) : Ruben Procopio (supervision)
- Animation :
  - Supervision : Mark Henn, Ruben Aquino, Tony Bancroft, Aaron Blaise, Broose Johnson, Alexander Kupershmidt, Jeffrey Varab, Barry Temple, Daniel T. Hofstedt, Brian Ferguson et Shawn Keller
  - Animation des personnages : Anthony Wayne Michaels, James Young Jackson, Rune Brandt Bennicke, Elliot Bour, Carole Seidl, Robert Espanto Domingo, Tom Gately, Mark Pudleiner, Joe Haidar, Philip Morris, Bill Waldman, Craig Maras, Marcelo Fernandes de Moura, Theodore Anthony Lee Ty, Charles Bonifacio, Jamie Oliff, Dominic Carola, Robert Corley, James Baker, John Webber, Byron Howard, Ian White, Christopher Bradley, Travis Blaise, Trey Finney, Anthony Ho Wong, Tony Stanley, Branko Mihanovic, Sasha Dorogov, Todd Waterman, Jerry Yu Ching et Darko Cesar
  - Effets spéciaux : David Tidgwell (supervision), Dorse A. Lanpher
  - Animation numérique (GCI) : Eric Guaglione (supervision), assisté de Rob Bekuhrs
- Montage : Michael Kelly (supervision film)
- Musique :
  - Composition et direction : Jerry Goldsmith
  - Chansons : David Zippel (paroles), Matthew Wilder (musique)
  - Orchestrations : Douglas Besterman et Alexander Courage
  - Arrangements vocaux : Matthew Wilder
- Direction de production : Lisa Smith
- Production associée : Kendra Haaland et Robert Garber
- Production déléguée : Pam Coats
- Société de production : Walt Disney Pictures
- Société de distribution : Buena Vista Pictures Distribution
- Budget : environ 70 millions de USD
- Langue originale : anglais
- Format[2] : Couleurs - 1,66:1 (1,85:1 étendu) - Dolby Digital - SDDS - DTS-ES
- Durée : 88 minutes
- Dates de sortie[3] :
  - États-Unis : 19 juin 1998
  - France : 25 novembre 1998

Note: La liste des « crédités » au générique étant trop longue pour être citée in extenso ici, nous n'avons repris que les principaux contributeurs.

## Distribution

### Voix originales
- Ming-Na Wen : Mulan
- Lea Salonga : Mulan (chant)
- Eddie Murphy : Mushu
- Mike Myers : Angus
- B. D. Wong : Shang
- Donny Osmond : Shang (chant)
- Miguel Ferrer : Shan-Yu
- James Hong : Chi-Fu
- Jerry Tondo : Chien-Po
- Gedde Watanabe : Ling
- Matthew Wilder : Ling (chant)
- Harvey Fierstein : Yao
- June Foray : Grandmother Fa (grand-mère Fa)
- Marni Nixon : Grandmother Fa (chant)
- Miriam Margolyes : Matchmaker (la marieuse)
- Pat Morita : the Emperor of China (l'empereur de Chine)
- Freda Foh Shen : Fa-Li
- Soon-Tek Oh : Fa-Zhou
- James Shigeta : General Li
- Sean Whittier : Xiao-En
- Frank Welker : Khan / Cri-Kee / additonal voices
- George Dvorsky : Soldier (un soldat) / additional voices
- Chris Sanders : Little Brother (Petit Frère)
- George Takei : First Ancestor (premier ancêtre)
- Pat Buttram : Second ancestor (second ancêtre)
- Joe Ranft : Guard (uncredited)
- Carole Jeghers : Shan-Yu's Horse
- Phil Harris : voix additionnelles
- Jack Angel : voix additionnelles
- Jennifer Darling : voix additionnelles
- Bill Farmer : voix additionnelles
- Sherry Lynn : voix additionnelles
- Mickie McGowan : voix additionnelles
- Phil Proctor : voix additionnelles

### Voix françaises
- Valérie Karsenti : Mulan
- Marie Galey : Mulan (chant)
- José Garcia : Mushu
- Renaud Marx : Shang
- Patrick Fiori : Shang (chant)
- Richard Darbois : Shan-Yu
- Michel Prudhomme : Chi-Fu
- Thierry Ragueneau : Chien-Po
- Pierre-François Pistorio : Ling
- Christian Pelissier : Yao
- Michel Vigné : Yao (chant)
- Lily Baron : grand-mère Fa
- Marie-Thérèse Orain : grand-mère Fa (chant)
- Liliane Gaudet : la marieuse
- Bernard Dhéran : l'empereur de Chine
- Rosine Cadoret : Fa-Li, mère de Mulan
- Michel Ruhl : Fa-Zhou, père de Mulan
- Denis Savignat : général Li
- Frank Welker : Khan et Cri-Kee
- Chris Sanders : Petit Frère
- Jean Davy : le premier ancêtre
- Claude Chantal : une ancêtre
- Patrice Dozier : un ancêtre / un guerrier hun
- Pierre Baton : un ancêtre
- Lisbet Guldbaek : le coiffeur / Chinadou / chœurs

### Voix québécoises
- Céline Furi : Mulan
- Martine Chevrier : Mulan (chant)
- Anthony Kavanagh : Mushu
- Daniel Picard : Shang
- Robert Marien : Shang (chant)
- Guy Nadon : Shan-Yu
- Sébastien Dhavernas : Chi-Fu
- Michel Charette : Chien-Po
- Joël Legendre : Ling
- Alain Couture : Ling (chant)
- André Montmorency : Yao
- Louise Turcot : grand-mère Fa
- Catherine Léveillé : grand-mère Fa (chant)
- Madeleine Arsenault : la marieuse
- Aubert Pallascio : l'empereur de Chine
- Jean Brousseau : Fa-Zhou
- Hélène Mondoux : Fa-Li
- Dominique Faure : Fa-Li (chant)
- Serge Turgeon : le général Li
- Ronald France : le premier ancêtre
- Frank Welker : Khan
- Béatrice Picard : une ancêtre

## Chansons du film
La musique du film est composée par Jerry Goldsmith et David Zippel
- Honneur à tous ou Pour notre honneur à tous au Québec (Honor to Us All) - Mulan, Grand-mère Fa, Fa Li et chœur
- Réflexion ou Reflet au Québec (Reflection) - Mulan
- Comme un homme ou Je ferai des hommes de vous avant tout ! au Québec (I'll Make a Man Out of You) - Shang, Mushu, Mulan, Yao, Ling, Chien-Pô et chœurs
- Une belle fille à aimer ou La Fille de nos rêves au Québec (A Girl Worth Fighting for) - Mulan, Yao, Chi-Fu, Chien-Pô, Ling, chœur et soldats
- Comme un homme (reprise) - chœurs
- True to Your Heart (générique de fin) - 98° et Stevie Wonder
- Qui je suis vraiment (Reflection (reprise)) (générique de fin) - Mélanie Cohl (Christina Aguilera)
- Keep 'em Guessin' - Mushu (non utilisée)

La version japonaise a "Breathe" de Luna Sea comme chanson thème. La version coréenne utilise "Eternal Memory" de Lena Park.

## Distinctions

### Nominations
- Golden Globes 1999 :
  - Meilleure bande originale pour Jerry Goldsmith
  - Meilleure chanson originale pour Matthew Wilder et David Zippel (Reflection)
- Grammy Awards 1999 : Meilleure chanson originale pour Matthew Wilder et David Zippel (True to Your Heart)
- Oscars 1999 : Meilleure musique de film pour Matthew Wilder, David Zippel et Jerry Goldsmith

## Sorties cinéma
- 5 juin 1998 - États-Unis (première)
- 18 juin 1998 - Singapour
- 19 juin 1998 - États-Unis, Canada et Israël
- 25 juin 1998 - Chili
- 1er juillet 1998 - Brésil
- 3 juillet 1998 - Mexique
- 4 juillet 1998 - Taïwan
- 9 juillet 1998 - Argentine et Hong Kong
- 15 juillet 1998 - Philippines (Manille)
- 17 juillet 1998 - Corée du Sud
- 5 août 1998 - Suisse (Festival de Locarno)
- 18 août 1998 - Philippines (Davao)
- 3 septembre 1998 - Australie
- 26 septembre 1998 - Japon
- 9 octobre 1998 - Thaïlande
- 16 octobre 1998 - Royaume-Uni
- 23 octobre 1998 - Indonésie
- 11 novembre 1998 - Portugal (Forum Lisboa / première)
- 13 novembre 1998 - Danemark et Suède
- 14 novembre 1998 - France (en exclusivité au Grand Rex)[6]
- 19 novembre 1998 - Allemagne
- 20 novembre 1998 - Autriche, Finlande, Grèce, Pologne et Espagne
- 25 novembre 1998 - France et Belgique
- 26 novembre 1998 - Hongrie
- 27 novembre 1998 - Estonie, Islande, Portugal, Norvège et Suisse (Partie allemande)
- 2 décembre 1998 - Koweït
- 3 décembre 1998 - Pays-Bas et Slovaquie
- 4 décembre 1998 - Italie
- 10 décembre 1998 - Slovénie
- 25 décembre 1998 - Russie
- 15 janvier 1999 - Turquie
- 23 juillet 1999 - Royaume-Uni (ressortie)
- 1er septembre 1999 - Malte (ressortie)

## Production
Le démarrage sur la réalisation du film Mulan commença en 1994, après qu'une partie des artistes de Disney furent allés en Chine pendant trois semaines pour découvrir la culture locale, et s'en imprégner en esquissant et photographiant les éléments nécessaires au film comme l'architecture, les statues, les vêtements, etc.
Inédit dans l'histoire du Studio Disney, le film fut entièrement réalisé dans les locaux du Walt Disney Feature Animation Florida, inauguré en 1989, et conçu à l'origine pour la production de courts métrages. Le choix de lieu pour la production était dû aux derniers films d'animations qui occupèrent le studio Disney de Burbank, La Belle et la Bête, Aladdin et Le Roi Lion, et de ce fait, les dirigeants studio décidèrent d'accorder au Studio de Floride le droit de réaliser leur premier long métrage indépendant. En outre vers la fin de l'année 1993, les artistes commencèrent à s'intéresser aux légendes et mythes de l'Asie et cherchèrent des moyens d'adaptation à partir des œuvres de l'auteur Robert D. San Souci (en). Ce dernier eut une conversation avec Thomas Schumacher, vice-président exécutif du studio de l'époque, et il parla de son œuvre basée sur le poème chinois de la légende de Hua Mulan, Fa Mulan. L'idée d'adapter le livre pour enfant de Souci, avec également vu l'intérêt de combiner avec un autre projet celui d'un court métrage en cours de développement appelé China Doll, l'histoire d'une jeune fille chinoise opprimée et malheureuse qui est emmenée par un prince charmant britannique vers le bonheur en Occident. De ces deux projets distincts et ensemble combiné, le projet Mulan put enfin commencer.

## Quelques clin d'œil
- Dans la tour des feux d'artifice, on peut voir deux personnages qui ont tout sauf les traits de Chinois ; c'est en réalité la caricature des réalisateurs du film.
- Bien que l'action se déroule dans le nord de la Chine où le dialecte dominant est le mandarin, Disney a choisi la prononciation cantonaise du nom de famille de l'héroïne : Fa. La prononciation exacte devrait être Hua.
- Lorsque Mulan chante la chanson Réflexion, son visage se reflète sur les pierres polies de la chapelle de son père. Les caractères chinois gravés sur ces pierres sont les noms des animateurs ayant travaillé sur cette scène, écrits en chinois ancien.
- Lorsque Mulan est soignée après la scène de l'avalanche, on peut remarquer un drapeau semblable à celui du Japon sur le côté gauche de la tente. Ce n'est toutefois pas le drapeau japonais actuel, mais l'ancien symbole des médecins chinois, comme le fait constater le réalisateur dans les commentaires du DVD.
- Lors de la première apparition des ancêtres, on peut voir un couple rappelant celui d’American Gothic de Grant Wood.
- Le criquet de Mulan n'a que quatre pattes au lieu de six et a des antennes longues, caractéristique morphologique des sauterelles.
- Mulan est un des rares films d'animation Disney dans lequel la guerre (ainsi que la mort et les blessures qui en découlent) est évoquée à l'écran.
- Mushu fait référence à Rambo 3 en disant dans une scène « Je suis ton pire cauchemar ».

## Accueil critique

### Aux États-Unis
Le Boston Globe voit dans Mulan « le film d'animation le meilleur et le plus novateur » depuis Le Roi lion et espère y trouver le signe d'une « renaissance vigoureuse et passionnante » des studios après les demi-échecs du Bossu de Notre-Dame et d’Hercule.

### En France
Dans Libération, Michel Roudevitch donne une critique favorable du film, où il trouve « un grand bonheur d'expression » malgré les similarités qu'il relève entre les personnages secondaires et d'autres de précédents films Disney. Il salue les choix graphiques du film (un « parti pris minimaliste en harmonie avec la stylisation orientale » et une mise en avant de la gestuelle plutôt que des paroles ou des chansons) ainsi que la fusion réussie entre les séquences réalisées par ordinateur et le reste du film, permettant une scène d'attaque des Huns réussie et un bon traitement des ombres et des lumières.
Dans Le Monde, Jean-Michel Frodon signe une critique très favorable de Mulan, estimant que le film « conserve les qualités habituelles (sens du rythme et du récit) et recycle les poncifs de la Major avec une adresse certaine », ce qu'il attribue à un enjeu commercial renouvelé par la concurrence de Dreamworks (avec Le Prince d'Égypte qui sort peu après le Mulan de Disney). Il explique la qualité du film par une héroïne moins convenue que d'habitude, par la plus grande cohérence entre ses composants (chansons, personnages, scènes attendues, effets spéciaux numériques), par le « lyrisme épique » des scènes d'action (notamment l'attaque des Huns dans la montagne) et par des réussites graphiques d'une « audacieuse abstraction ». Il remarque que le film atteint ses différents objectifs : son scénario véhicule les divers messages politiquement corrects habituels, destinés à viser un public large, mais sans que cela ne parasite le récit cette fois-ci ; et le choix du sujet constitue une manœuvre de séduction à l'égard du marché chinois, « visée on ne peut plus intéressée, mais dont la contrepartie est l'incontestable respect pour les signes culturels chinois (alors que Aladdin était loin de s'embarrasser de semblables précautions) ».
Dans l'hebdomadaire Télérama, Aurélien Ferenczi donne une critique favorable du film, dont il estime qu'il « redresse la barre après un très décevant Hercule », en particulier grâce à l'héroïne « carrément charmante, et surtout exempte de toute niaiserie » qu'il compare avantageusement à l'héroïne éponyme de Pocahontas. Parmi les qualités du film, il compte les chansons impliquant des chœurs, les trouvailles comiques autour de Mushu et des compagnons de Mulan, la séquence de la bataille dans la montagne qui « frise l'épique », l'épaisseur donnée aux personnages et le propos du film « [conseillant] aux filles de ne pas se laisser marcher sur les pieds par les garçons ». Il juge plus faibles en revanche les chansons en solo « tristement guimauve » et le finale « pagailleux ».

## Box-office
| Pays               | Box-office        | Classement 1998 |
| ------------------ | ----------------- | --------------- |
| International      | 304 320 254 $     | 7e              |
| États-Unis/ Canada | 120 620 254 $     | 13e             |
| France             | 5 793 697 entrées | 5e              |
| Allemagne          | 4 391 177 entrées | —               |
| Royaume-Uni        | 2 272 466 entrées | —               |
| Espagne            | 2 146 380 entrées | —               |
| Italie             | 1 706 398 entrées | —               |
| Suisse             | 382 131 entrées   | 5e              |

## Sorties vidéo
- Québec : 2 février 1999 (VHS), 9 novembre 1999 (DVD), 26 octobre 2004 (DVD 2 disques).
- France : 28 septembre 1999 (VHS), 12 avril 2000 (DVD simple) ; 5 novembre 2004 (édition collector 2 DVD + coffret 3 DVD avec sa suite) ; 15 mai 2013 (Blu-ray simple).

## Suite etremakeen prises de vues réelles
Une suite, Mulan 2 : La Mission de l'Empereur, sort directement en vidéo en 2004.
Le 30 mars 2015, Walt Disney Pictures annonce la production d'un remake en prises de vues réelles du film d'animation Mulan, dans la lignée d'autres films du studio : Le Livre de la jungle (2016), Aladdin (2019) ou encore Dumbo (2019),,. Le 4 octobre 2016, la sortie en salle de l'adaptation en prise de vue réelle de Mulan est annoncé pour l'hiver 2018. Le 15 juillet 2017, Walt Disney Studios annonce la sortie du film Casse-Noisette et les Quatre Royaumes pour le 2 novembre 2018 en 2D, 3D et IMAX 3D, à la place du remake de Mulan,. Le 24 août 2017, les lieux et dates du tournage du remake de Mulan sont annoncées pour janvier 2018 en Nouvelle-Zélande, Chine et Australie mais pas encore la date de sortie. Le 3 janvier 2018, la production et la distribution du film Mulan est confirmée pour un tournage courant janvier. Le 1er mars 2018, Disney Pictures annonce que le film Mulan est repoussé au 27 mars 2020. Le 5 décembre 2019, la toute première bande-annonce du live action est publiée sur les réseaux sociaux et les chaînes YouTube de la Walt Disney Company, annonçant que le film sortira le 25 mars 2020 dans les salles françaises. En pleine crise de la pandémie de COVID-19, le film est cependant à nouveau repoussé, avant d'être finalement diffusé sur Disney+ en août 2020 là où le service est disponible.